# División de Honor (Schach) 2005
Die División de Honor (Schach) 2005 war die elfte Saison der División de Honor und gleichzeitig die 49. Spanische Mannschaftsmeisterschaft im Schach, sie wurde mit zehn Mannschaften ausgetragen. Meister wurde die Mannschaft von CA Reverté Albox-Costa de Almería, während der Titelverteidiger CA Intel-Tiendas UPI Mancha Real sich mit dem vierten Platz begnügen musste. Aus der Primera División waren CA Eborajedrez Talavera, Gros XT und CA Alzira-Hilaturas Presencia aufgestiegen. Während Talavera und Gros XT den Klassenerhalt erreichten, musste Alzira zusammen mit CA La Caja Las Palmas absteigen.
In diesem Jahr gab es einige organisatorische Änderungen, so wurde der Wettbewerb nicht mehr als Rundenturnier, sondern in einer Vor- und Endrunde ausgetragen, außerdem wurde die Mannschaftsstärke von vier auf sechs Bretter erhöht.
Zu den Mannschaftskadern der teilnehmenden Vereine siehe Mannschaftskader der División de Honor (Schach) 2005.

## Modus
Die zehn teilnehmenden Mannschaften spielten in zwei Vorgruppen mit je fünf Mannschaften ein einfaches Rundenturnier. In beiden Gruppen qualifizierten sich die beiden Ersten für die Endrunde, während der Tabellenletzte in die Primera División abstieg. Gespielt wurde an sechs Brettern, über die Platzierung entschied zunächst die Anzahl der Mannschaftspunkte (zwei Punkte für einen Sieg, ein Punkt für ein Unentschieden, kein Punkt für eine Niederlage) und danach die Zahl der Brettpunkte (ein Punkt für einen Sieg, ein halber Punkt für ein Remis, kein Punkt für eine Niederlage). Die Endrunde wurde im K.-o.-System ausgetragen, wobei auch der dritte Platz ausgespielt wurde. Wenn ein Wettkampf in der Endrunde 3:3 endete, so galt die Mannschaft als Sieger, die am höchsten Brett einen Sieg erreichte; endeten alle Partien remis, so galt die Mannschaft als Sieger, die am Spitzenbrett die schwarzen Steine hatte.

## Termine und Spielort
Die erste Vorrunde wurde vom 24. bis 28. August in Mérida gespielt, die zweite vom 31. August bis 4. September in San Lluís. Die Endrunde wurde am 10. und 11. September in Mérida ausgerichtet.

## Vorrunde

### Gruppeneinteilung
Die zehn Mannschaften wurden wie folgt in die zwei Vorrunden eingeteilt:
| Gruppe 1                             | Gruppe 2                                 |
| ------------------------------------ | ---------------------------------------- |
| CA Intel-Tiendas UPI Mancha Real (1) | CA Valencia-Cuna del Ajedrez Moderno (2) |
| UGA Barcelona (4)                    | CA Reverté Albox-Costa de Almería (3)    |
| CA Magic Mérida (5)                  | CA La Caja Las Palmas (6)                |
| Gros XT (A)                          | CA Marcote Mondariz (7)                  |
| CA Alzira-Hilaturas Presencia (A)    | CA Eborajedrez Talavera (A)              |

Anmerkung: In Klammern ist die Vorjahresplatzierung angegeben, Aufsteiger sind stattdessen durch ein „A“ gekennzeichnet.

### Gruppe 1
Gros XT und CA Intel-Tiendas UPI Mancha Real dominierten das Feld und qualifizierten sich klar für die Endrunde. CA Alzira-Hilaturas Presencia hätte in der letzten Runde einen hohen Sieg gegen CA Magic Mérida zum Klassenerhalt benötigt, kam aber nicht über ein 3:3 hinaus und stieg damit ab.

#### Abschlusstabelle
| Pl. | Verein                               | Sp | G | U | V | Mannsch.-P. | Brett-P.  |
| --- | ------------------------------------ | -- | - | - | - | ----------- | --------- |
| 01. | Gros XT (N)                          | 4  | 4 | 0 | 0 | 8:0         | 15,5:8,5  |
| 02. | CA Intel-Tiendas UPI Mancha Real (M) | 4  | 3 | 0 | 1 | 6:2         | 14,5:9,5  |
| 03. | CA Magic Mérida                      | 4  | 1 | 1 | 2 | 3:5         | 12,0:12,0 |
| 04. | UGA Barcelona                        | 4  | 1 | 0 | 3 | 2:6         | 10,0:14,0 |
| 05. | CA Alzira-Hilaturas Presencia (N)    | 4  | 0 | 1 | 3 | 1:7         | 8,0:16,0  |

#### Entscheidungen
|     | qualifiziert für die Endrunde: Gros XT, CA Intel-Tiendas UPI Mancha Real |
|     | Absteiger in die Primera División: CA Alzira-Hilaturas Presencia         |
| (M) | Titelverteidiger                                                         |
| (N) | Vorjahresaufsteiger                                                      |

#### Kreuztabelle
| Ergebnisse | Ergebnisse                       | 01. | 02. | 03. | 04. | 05. |
| ---------- | -------------------------------- | --- | --- | --- | --- | --- |
| 01.        | Gros XT                          |     | 3½  | 3½  | 4   | 4½  |
| 02.        | CA Intel-Tiendas UPI Mancha Real | 2½  |     | 3½  | 4   | 4½  |
| 03.        | CA Magic Mérida                  | 2½  | 2½  |     | 4   | 3   |
| 04.        | UGA Barcelona                    | 2   | 2   | 2   |     | 4   |
| 05.        | CA Alzira-Hilaturas Presencia    | 1½  | 1½  | 3   | 2   |     |

### Gruppe 2
Während CA La Caja Las Palmas abgeschlagen am Tabellenende landete und CA Reverté Albox-Costa de Almería sich vorzeitig den Gruppensieg sicherte, fiel die Entscheidung über den zweiten Endrundenplatz erst in der letzten Runde, als CA Eborajedrez Talavera die beiden Konkurrenten CA Marcote Mondariz und CA Valencia-Cuna del Ajedrez Moderno überholte.

#### Abschlusstabelle
| Pl. | Verein                               | Sp | G | U | V | Mannsch.-P. | Brett-P.  |
| --- | ------------------------------------ | -- | - | - | - | ----------- | --------- |
| 01. | CA Reverté Albox-Costa de Almería    | 4  | 3 | 0 | 1 | 6:2         | 13,5:10,5 |
| 02. | CA Eborajedrez Talavera (N)          | 4  | 2 | 1 | 1 | 5:3         | 13,5:10,5 |
| 03. | CA Marcote Mondariz                  | 4  | 2 | 1 | 1 | 5:3         | 13,0:11,0 |
| 04. | CA Valencia-Cuna del Ajedrez Moderno | 4  | 2 | 0 | 2 | 4:4         | 13,0:11,0 |
| 05. | CA La Caja Las Palmas                | 4  | 0 | 0 | 4 | 0:8         | 7,0:17,0  |

#### Entscheidungen
|     | qualifiziert für die Endrunde: CA Reverté Albox-Costa de Almería, CA Eborajedrez Talavera |
|     | Absteiger in die Primera División: CA La Caja Las Palmas                                  |
| (N) | Vorjahresaufsteiger                                                                       |

#### Kreuztabelle
| Ergebnisse | Ergebnisse                           | 01. | 02. | 03. | 04. | 05. |
| ---------- | ------------------------------------ | --- | --- | --- | --- | --- |
| 01.        | CA Reverté Albox-Costa de Almería    |     | 1½  | 3½  | 3½  | 5   |
| 02.        | CA Eborajedrez Talavera              | 4½  |     | 3   | 2½  | 3½  |
| 03.        | CA Marcote Mondariz                  | 2½  | 3   |     | 3½  | 4   |
| 04.        | CA Valencia-Cuna del Ajedrez Moderno | 2½  | 3½  | 2½  |     | 4½  |
| 05.        | CA La Caja Las Palmas                | 1   | 2½  | 2   | 1½  |     |

## Endrunde

### Übersicht
|  | Halbfinale                        | Halbfinale                        |                                  |   | Finale | Finale |
|  |                                   |                                   |                                  |   |        |        |
|  | CA Eborajedrez Talavera           | 3½                                |                                  |   |        |        |
|  | Gros XT                           | 2½                                |                                  |   |        |        |
|  |                                   |                                   |                                  |   |        |        |
|  |                                   |                                   |                                  |   |        |        |
|  | CA Eborajedrez Talavera           | 3                                 |                                  |   |        |        |
|  |                                   | CA Reverté Albox-Costa de Almería | 3                                |   |        |        |
|  |                                   |                                   |                                  |   |        |        |
|  | Spiel um Platz drei               |                                   |                                  |   |        |        |
|  |                                   |                                   | Gros XT                          | 3 |        |        |
|  | CA Reverté Albox-Costa de Almería | 3                                 | CA Intel-Tiendas UPI Mancha Real | 3 |        |        |
|  | CA Intel-Tiendas UPI Mancha Real  | 3                                 |                                  |   |        |        |

### Entscheidungen
|  | Spanischer Mannschaftsmeister: CA Reverté Albox-Costa de Almería |

### Halbfinale
Im Halbfinale fielen in beiden Wettkämpfen knappe Entscheidungen. Im Wettkampf zwischen CA Reverté Albox-Costa de Almería und CA Intel-Tiendas UPI Mancha Real entschied die Brettwertung für CA Reverté Albox-Costa de Almería.

### Finale und Spiel um Platz 3
Beide Wettkämpfe endeten 3:3. Gros XT erreichte den dritten Platz, da sie bei zwei Remisen an den Spitzenbrettern am dritten Brett siegten, im Finale endeten alle Partien remis. Damit war die Mannschaft von CA Reverté Albox-Costa de Almería Meister, da diese am ersten Brett mit den schwarzen Steinen spielte.

## Die Meistermannschaft
| 1.            | CA Reverté Albox-Costa de Almería |
| Schachfiguren | Alexei Drejew, Wladimir Malachow, Sergej Movsesjan, Lluís Comas Fabregó, Salvador Gabriel Del Río Angelis, Mauricio Vassallo Barroche. |